# Microdebilissa makiharai
Microdebilissa makiharai là một loài bọ cánh cứng trong họ Cerambycidae.